# Aziliz Divoux
Aziliz Divoux (* 3. Januar 1995 in Affligem) ist eine ehemalige belgische Volleyballspielerin. Die Zuspielerin spielte zuletzt für den VDK Gent.

## Karriere
Divoux begann ihre Karriere 2003 bei Kruikenburg Ternat. Von 2009 bis 2012 wurde sie an der Topsportschool in Vilvoorde ausgebildet. Anschließend wechselte sie zu VDK Gent und wurde 2013 belgische Meisterin. Ab 2015 spielte die Zuspielerin, die auch die französische Staatsbürgerschaft hat, bei Saint-Cloud Paris Stade Français. Mit der belgischen Nationalmannschaft nahm sie am World Grand Prix 2015 und 2016 teil. 2017 wechselte Divoux zu ASPTT Mulhouse. 2018 wurde sie vom deutschen Bundesligisten Ladies in Black Aachen verpflichtet. Mit dem Verein erreichte sie im DVV-Pokal 2018/19 und in den Bundesliga-Playoffs jeweils das Halbfinale. Außerdem spielte sie im Challenge Cup. In der Saison 2019/20 kam sie mit Aachen jeweils ins Viertelfinale des DVV-Pokals und des europäischen Challenge Cups. Als die Bundesliga-Saison kurz vor den Playoffs abgebrochen wurde, standen die Ladies in Black auf dem siebten Tabellenplatz. Ab der Saison 2020/21 spielt Divoux für den Volley Club de Marcq-en-Baroeul Lille Metropole. 2022 bis 2024 spielte sie für den VDK Gent.